# درويش محمد باشا الجركس
الصدر الأعظم درويش محمد باشا الجركس من أعلام الشراكسة في التاريخ العثماني. عمل أولا في خدمة مصطفى أغا ضابط الحرم السلطاني في عهد السلطان أحمد ثم عمل بمعية الوزير الأعظم محمد باشا (دال طبّان). كان السلطان عثمان يحبه لفروسيته وشجاعته وأشتهر بفتكه وقسوته وجبروته.
ذهب مع الوزير محمد باشا إلى مصر حين عين محافظ لها فكان مقدما على جميع أعوانه وصار كتخدا له (أي نائبأ). ولما تولى الوزير محمد باشا الصدارة العظمى عهد إليه بولاية الشام في أواسط عام 1045هـ. لما جاء السلطان مراد إلى الشام كان درويش محمد باشا أميرا لأمراء الشام حيث ألحق به كثير من أمراء الولايات مثل أميرا لصحراء أبن أبي ريش وباشاوات طرابلس وحلب وأمراء ألوية أخرى. جعله السلطان قائد المقدمة.
في عام 1045هـ (1638 م) تولى منصب والي بغداد، وجاء في موسوعة تاريخ العراق بين إحتلالين انه تولى الحكم في 2 المحرم 1049ه‍ (1639م)،  وظل في منصبه حتى عام 1052هـ (1642 م) وخلفه في نفس السنة كوجك حسن باشا والياً على بغداد وللمرة الثانية. وتنقل درويش محمد باشا بعد ذلك في نيابات أخرى. تولى منصب الصدارة العظمى العثمانية في شهر ربيع الآخر عام 1063هـ (1652 م)

## وفاته
توفي وهو في منصبه في شهر ربيع أول عام 1065هـ (1655 م) ودفن في القسطنطينية.